# هايدمارو فوجيباياشي
هايدمارو فوجيباياشي (باليابانية: 藤林 秀麿)، من مواليد 1 أكتوبر 1972م، وهو مخرج ومطور لعبة فيديو ياباني، عمل لشركتي نينتندو وكابكوم اليابانيتين.